# Hachiville
Hachiville (en luxemburguès: Helzen; alemany: Helzingen) és una vila de la comuna de Wincrange, situada al districte de Diekirch del cantó de Clervaux. Està a uns 57 km de distància de la ciutat de Luxemburg.

## Història
Hachiville era una comunna fins a l'1 de gener de 1978 quan es va fusionar amb altres pobles per formar la nova comuninade Wincrange.